# Cal Vermell (Fornells de la Selva)
Cal Vermell és una obra de Fornells de la Selva (Gironès) inclosa a l'Inventari del Patrimoni Arquitectònic de Catalunya.

## Descripció
És un edifici de planta rectangular restaurat amb un gran nombre d'obertures en les que es combinen els traços rectes i corbs així com diferents estils, predominant però el neoclàssic. L'edifici consta de planta baixa i dos pisos acabant en un terrat a la part superior; les cantoneres són de pedra treballada i contrastada amb el blanc actualment pintat. Hi ha una profusió d'obertures que es disposen unes sobre les altres superposades.